# 1974년 프랑스 대통령 선거
1974년 프랑스 대통령 선거는 조르주 퐁피두 대통령이 1974년 4월 2일 임기 중 사망하여 실시된 프랑스의 대통령 선거이다. 1974년 5월 5일에 1차 투표가 실시되었고, 5월 19일에 결선 투표가 실시되었다.

## 배경
1974년 4월 2일, 퐁피두 대통령이 임기 중 사망함에 따라 대통령 보궐선거가 치러지게 된다.

## 후보
좌익진영은 1972년, 합의를 통해 사회당과 프랑스 공산당, 좌파급진운동 등의 정당이 대통령 선거에서 연대하기로 결정하면서, 1965년 프랑스 대통령 선거에서 샤를 드 골 대통령과 결선투표까지 갔었던 프랑수아 미테랑 사회당 총재로 단일화하게 된다. 노동자 투쟁과 혁명 공산주의 연대라는 두 급진 트로츠키주의 정당과 프랑스 민주사회운동은 미테랑 후보 지원을 거부했으나, 5공화국 성립 이래 좌익진영에게는 가장 승리 가능성이 큰 선거였다.
여권에서는 피에르 메스메르 총리가 불출마를 선언하면서, 여당의 자크 샤방델마스 전 총리와 독립공화당을 창당한 발레리 지스카르 데스탱 전 경제장관의 대결로 이어졌다.
샤방델마스 후보는 총리 시절의 경험을 통해 '신사회'를 내세우며 '개혁주의적 드골주의자'로서의 면모를 선보였으나, 다른 후보들로부터 정권연장이라는 비판을 받아야 했다.
데스탱 후보는 우익진영임에도 공화국민주연맹과 결별하고 독립공화당을 창당함으로써 '안정 속의 변화'를 내세우며 중도층을 끌어들이는 한편, 좌익진영의 연대를 이기기엔 데스탱 측이 더 유리할 것이라는 여당 주류의 지원을 받기도 했다.

## 선거 결과
1차투표의 결과, 미테랑 후보와 데스탱 후보가 결선투표에 진출하였다. 결선 투표는 프랑스 대선 사상 최초로 라디오-TV 토론이 진행되었는데, 미테랑 측은 데스탱을 불공평한 정책을 지지하는 엘리트의 대변자라 공격했고, 데스탱 측은 미테랑을 '과거의 인물'로 공격했다. 결선 투표 결과, 중도파를 끌어들인 데스탱 후보가 1.6%p 차이로 미테랑 후보를 꺾고 대통령에 당선되었다.

1차투표 지역별 최다득표자
발레리 지스카르 데스탱
프랑수아 미테랑
자크 샤방델마스

2차투표 지역별 최다득표자
발레리 지스카르 데스탱
프랑수아 미테랑

| 후보                                                                | 후보                   | 정당                  | 정당              | 1차 투표   | 1차 투표 | 2차 투표   | 2차 투표 |
| 후보                                                                | 후보                   | 정당                  | 정당              | 득표수     | %        | 득표수     | %        |
| ------------------------------------------------------------------- | ---------------------- | --------------------- | ----------------- | ---------- | -------- | ---------- | -------- |
|                                                                     | 프랑수아 미테랑        | 사회당                | PS                | 11,044,373 | 43.25%   | 12,971,604 | 49.19%   |
|                                                                     | 발레리 지스카르 데스탱 | 독립공화당            | RI                | 8,326,774  | 32.60%   | 13,396,203 | 50.81%   |
|                                                                     | 자크 샤방델마스        | 공화국민주연합        | UDR               | 3,857,728  | 15.11%   |            |          |
|                                                                     | 장 루아예              | 무소속 보수           | 무소속 보수       | 810,540    | 3.17%    |            |          |
|                                                                     | 아를레트 라기예르      | 노동자 투쟁           | LO                | 595,247    | 2.33%    |            |          |
|                                                                     | 르네 뒤몽              | 무소속 환경주의자     | 무소속 환경주의자 | 337,800    | 1.32%    |            |          |
|                                                                     | 장마리 르 펜           | 국민전선              | FN                | 190,921    | 0.75%    |            |          |
|                                                                     | 에밀 뮐러              | 프랑스 민주사회운동   | MDSF              | 176,279    | 0.69%    |            |          |
|                                                                     | 알랭 크리빈            | 혁명적 공산주의자동맹 | FCR               | 93,990     | 0.37%    |            |          |
|                                                                     | 베르트랑 르누뱅        | 신왕당파행동          | NAR               | 43,722     | 0.17%    |            |          |
|                                                                     | 장 클로드 세바그       | 유럽연방운동          | MFE               | 42,007     | 0.16%    |            |          |
|                                                                     | 기 헤라우드            | 유럽연방주의          | 유럽연방주의      | 19,255     | 0.08%    |            |          |
|                                                                     |                        |                       |                   |            |          |            |          |
| 합계                                                                | 합계                   | 합계                  | 합계              | 25,538,636 | 100%     | 26,367,807 | 100%     |
|                                                                     |                        |                       |                   |            |          |            |          |
| 유효표                                                              | 유효표                 | 유효표                | 유효표            | 25,538,636 | 99.08%   | 26,367,807 | 98.66%   |
| 무효표                                                              | 무효표                 | 무효표                | 무효표            | 237,107    | 0.92%    | 356,788    | 1.34%    |
| 투표율                                                              | 투표율                 | 투표율                | 투표율            | 25,775,743 | 84.23%   | 26,724,595 | 87.33%   |
| 기권                                                                | 기권                   | 기권                  | 기권              | 4,827,210  | 15.77%   | 3,876,180  | 12.67%   |
| 등록유권자                                                          | 등록유권자             | 등록유권자            | 등록유권자        | 30,602,953 |          | 30,600,775 |          |
|                                                                     |                        |                       |                   |            |          |            |          |
| 출처: List of candidates · First round result · Second round result |                        |                       |                   |            |          |            |          |

## 같이 보기
- 프랑스의 대통령